# Xihe

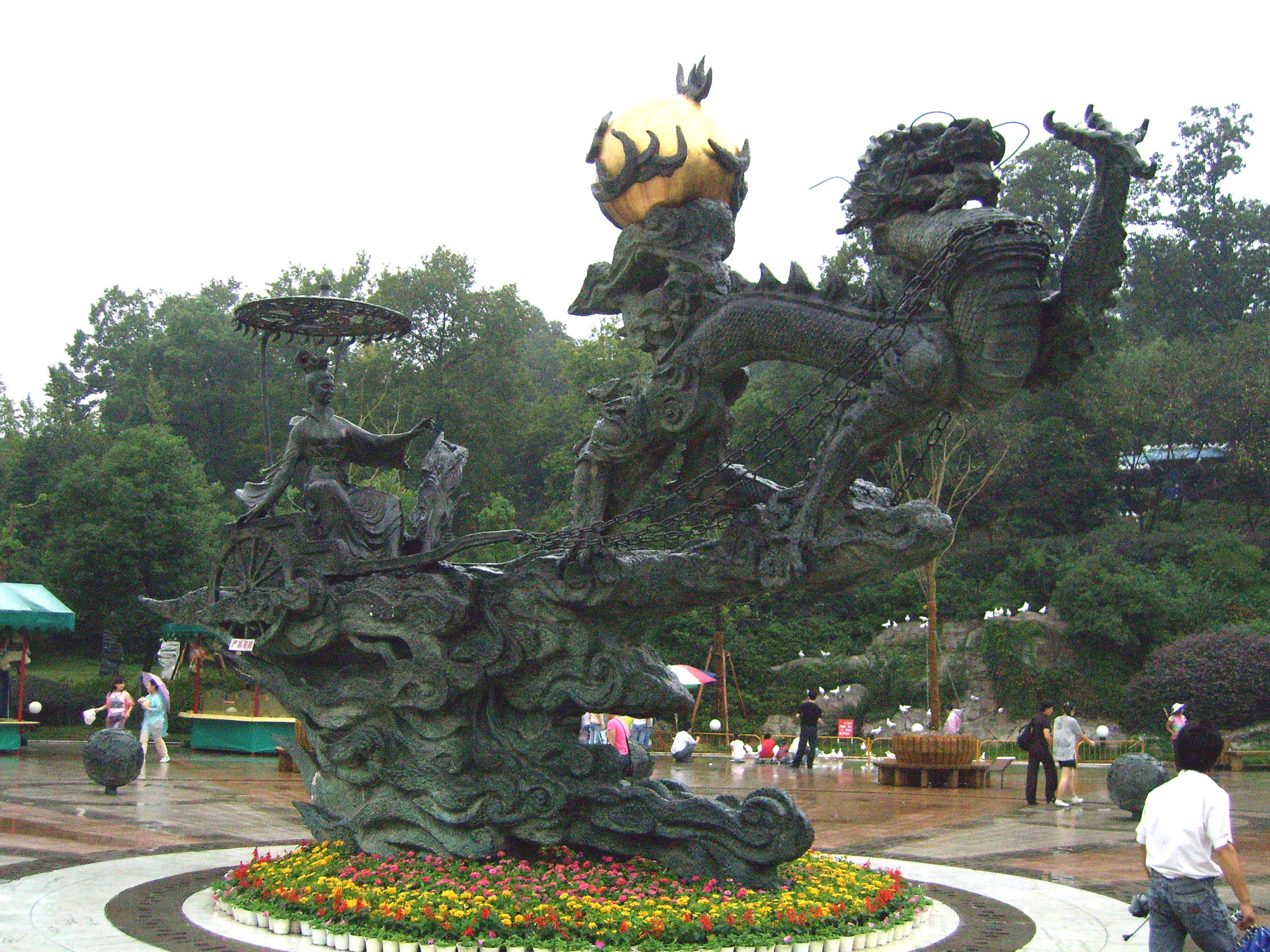
Xihe w słonecznym rydwanie, rzeźba w mieście Hangzhou

Xihe (chiń. 羲和; pinyin Xīhé; Wade-Giles Hsi-ho) – postać z mitologii chińskiej, bóstwo solarne, woźnica słonecznego rydwanu. Zazwyczaj uważana za kobietę, jednak w niektórych mitach jest to mężczyzna lub dwie odrębne postaci o imionach Xi i He.
W większości mitów Xihe uważana jest za żonę mitycznego władcy Dijuna. Ze związku z nim wydała na świat dziesięć słońc, zabitych potem przez łucznika Houyi.